# Intermédiaire réactionnel
 (janvier 2024).
Si vous disposez d'ouvrages ou d'articles de référence ou si vous connaissez des sites web de qualité traitant du thème abordé ici, merci de compléter l'article en donnant les références utiles à sa vérifiabilité et en les liant à la section « Notes et références ».
Un intermédiaire réactionnel est une espèce chimique participant à un mécanisme réactionnel et qui n'est ni un réactif, ni un produit dans l'équation-bilan de la réaction. Il apparaît donc en tant que produit dans au moins un acte élémentaire (réaction fondamentale d'un mécanisme réactionnel) et en tant que réactif dans au moins un autre acte élémentaire.
On distingue les intermédiaires réactionnels très réactifs, appelés centres actifs. À ces espèces peut être appliquée l'approximation des états quasi stationnaires (AEQS) selon laquelle, passé le délai de mise en place de la réaction, la concentration des intermédiaires réactionnels ne varie pas et reste faible. Cela est particulièrement vrai si l'acte élémentaire qui les consomme a une constante de vitesse supérieure à celle de l'acte élémentaire qui les produit. Il est alors possible de trouver des relations d'égalité entre les vitesses des actes élémentaires, à des facteurs près (les nombres stœchiométriques ou ordres).
Parmi ces intermédiaires de réaction, on trouve notamment les carbocations, les carbanions et les radicaux.